# Big Finish Games
A Big Finish Games é uma desenvolvedora americana de jogos eletrônicos, criada por membros da Access Software, mais tarde Indie Built, após o fechamento em 2007. A empresa foi fundada com o objetivo de desenvolver jogos interativos baseados em histórias. A produção de estréia da empresa, Three Cards To Midnight, foi lançada em 7 de maio de 2009.
A empresa reuniu a equipe desenvolvedora de Chris Jones e Aaron Conners, mais conhecida por seu trabalho na série Tex Murphy de jogos de aventura para o Access Software, além de muitos outros veteranos da série Tex Murphy, incluindo Brian Johnson, Douglas Vandegrift e Matt Heider.

## História
A maioria da equipe da Big Finish Games era membro da Access Software, uma empresa conhecida por sua variedade de jogos, incluindo a serie popular de jogos de aventura Tex Murphy. Quando a empresa foi comprada pela Microsoft, e mais tarde pela 2K Games, seu foco foi reduzido para jogos e a empresa passou a se chamar Indie Built. Depois que o este foi fechado, os jogos voltaram ao gênero de aventura.
A empresa esperava atingir muitos fãs da série Tex Murphy, ao mesmo tempo em que recebe um público mais casual que geralmente é intimidado por jogos de aventura. Aaron Conners afirmou que, a longo prazo, o Big Finish visa desenvolver jogos baseados em histórias em vários gêneros. A empresa também adquiriu os direitos da série Tex Murphy e teve alguma intenção de reviver o personagem. Em 20 de março de 2012, a Big Finish Games anunciou uma próxima campanha do Kickstarter para Tex Murphy - Project Fedora, que foi fundada em 16 de junho. O jogo finalmente foi lançado como Tesla Effect: A Tex Murphy Adventure em 7 de maio de 2014.

## Jogos
- 2009: Three Cards to Midnight;
- 2010: Three Cards to Dead Time;
- 2011: Murder Island: Secret of Tantalus;
Escape from Thunder Island;
- 2012: Rita James and the Race to Shangri La;
- 2014: Tesla Effect: A Tex Murphy Adventure.